# Theldon Myers
Theldon Myers (Lee County, 4 februari 1927) is een Amerikaans componist, muziekpedagoog, dirigent, fluitist, klarinettist en saxofonist.

## Levensloop
Myers begon zijn studies aan de Northern Illinois University en behaalde aldaar zijn Bachelor of Science. Vervolgens studeerde hij aan de California State University - Fresno en behaalde daar zijn Master of Arts. Zijn studies voltooide hij aan het Peabody Institute of the Johns Hopkins University in Baltimore en promoveerde tot Doctor of Musical Arts. Tot zijn docenten en leraren voor klarinet, saxofoon en dwarsfluit behoren Emerson Both (lid van het NBC Orchestra, Chicago Philharmonic Orchestra en het Cleveland Orchestra), Jerome Stowell (lid van het Chicago Symphony Orchestra), Santy Runyon (lid van het orkest van het Chicago Theatre) en Russell Howland (lid van het Fresno Philharmonic Orchestra). Voortgezette klarinetstudies heeft hij gehad bij Marcel Jean (klarinettist bij de Orchestre d'harmonie de la Garde Republicaine de Paris en bij het Orchestre Pasdeloup in Parijs). Zijn compositiedocenten waren Arthur Bryon, Wayne Bohrnstedt, Sandor Veress, Stefans Grove en de legendarische Nadia Boulanger. 
Zijn muzikale activiteiten brachten hem van Chicago over Californië naar Parijs alsook naar Baltimore. Hij was zowel dirigent, muzikant, arrangeur, instructeur alsook solist op klarinet. Hij was dirigent en oprichter van onder meer het Desert Community Orchestra en dirigent van het Naval Ordnance Test Station Chapel Choir. 
Hij was als muziekpedagoog sinds 1963 verbonden aan de Towson University Towson en intussen professor emeritus van deze inrichting. 
Als componist en arrangeur is hij in de hele Verenigde Staten en daarbuiten bekend. Myers behaalde verschillende prijzen en onderscheidingen. Zijn werken werden uitgevoerd door het Baltimore Chamber Orchestra, Boise Philharmonic Orchestra, Indianapolis Symphony Orchestra, Memphis Symphony Orchestra, de United States Navy Band, Peabody Conservatory Wind Ensemble, Catholic University Wind Symphony, Dekalb Illinois Municipal Band, Towson University Symphonic Band, maar ook binnen Europa door het Moravisch Philharmonisch Orkest, (Tsjechië), Civica Filarmonia of Morbio Inferiore, (Italië).

## Composities

### Werken voor orkest
- Aria and Allegro, voor strijkorkest
- Arinova, voor orkest
- Chaconne, voor strijkorkest
- Gymnopedie, voor strijkorkest
- People, Look East, voor (kamer-)orkest
- The Unicorn, voor strijkorkest

### Werken voor harmonieorkest
- 1959 Pioneer Pictures, ouverture voor harmonieorkest
- 1961 Constellation, concertmars
- 1977 Concertino, voor harmonieorkest
- 1978 Eventura, mars
- 1979 Aubade, voor harmonieorkest
- 1979 Chorale
- Arinova, voor harmonieorkest
- Born Of The East, voor harmonieorkest
- Chorale and Fantasy
- Dialogue, voor harmonieorkest
- Fiesta Calypso, voor harmonieorkest
- From An 18 th Century Album, voor harmonieorkest
- Intrada, voor harmonieorkest
- Introduction and finale, voor harmonieorkest
- Renaissance Dances
- Six little songs, voor harmonieorkest
- Southhampton Celebration, voor harmonieorkest
- The Joy of Christmas

### Vocale muziek

#### Cantates
- And the Lord promised, cantate voor sopraan, gemengd koor, hobo, fagot, orgel en pauken

#### Werken voor koor
- Choral O' Praise, voor gemengd koor
- Psalms, voor gemengd koor

#### Liederen
- Consolation, voor tenor en piano

### Kamermuziek
- 1966 Strijkkwartet
- Andante And Allegro, voor dwarsfluit, klarinet en piano
- Antiphony, voor altfluit, klarinet, basklarinet, trompet, celesta, altviool, cello en harp
- Daydreams
- Four Carols, voor klarinettenkoor
- Sonata, voor klarinet en piano
- Two Inventions for three

### Werken voor orgel
- Festival Fantasia

### Werken voor piano
- Studies
- Toccata-Fantasy
- Variation on "The Wind Doth Blow"